# 巴特贝文森
巴特贝文森（德語：Bad Bevensen，發音：[baːt ˈbeːvn̩zn̩] ⓘ）是德国下萨克森州于尔岑县的城市，面积48.36平方千米，2023年12月31日人口为9,983人。